# マントヴィーダス
マントヴィーダスまたはマンヴィーダス（リトアニア語: Mantvydas/Manvydas, ポーランド語: Monwid, 1313/5年 - 1348年2月2日、ストレヴァ）は、ゲディミナス朝出身のリトアニアの公、大公ゲディミナスの息子でマンヴィーダス家の祖とされる人物である。

## 生涯
マントヴィーダスはゲディミナスの何人目の息子なのかは正確には分かっていない。当初は長男で1288年頃に生まれたのではないかと考えられていた。しかし最新の研究ではこの見解は否定されている。例えばポーランドの歴史家ヤン・テゴフスキイは、マントヴィーダスはゲディミナスの末子で1313年から1315年の間に生まれたと見做している。時折、マンドヴィーダスはフロドナ公パトリカスと同一視されることがあるが、この異説は歴史家の間では支持されていない。『ベラルーシ＝リトアニア年代記』によるとマントヴィーダスは父からカラチェフとスロニムの地を受け取った。別の史料ではケルナヴェ公国を授かったとし、特にこの説は歴史学では広く受けいられている。
マントヴィーダスに死に関する資料については以下の如く論議がある。1352年までのリトアニアとポーランドの条約にその名が出ていないことから、この時までに死んだことは明白である。マティアス・フォン・ナウエンブルクの年代記によると1348年2月2日ストレヴァの戦いでリトアニア「国王」の2人の兄弟が戦死した。兄弟のうちの一人はナリマンタスであり、二人目の方は文献では通常、マントヴィーダスと呼ばれている。マントヴィーダスは結婚して子供がいたのかは分かっていない。